# Becky Brewerton
Rebecca Dawn Brewerton (St Asaph, 20 oktober 1982) is een professioneel golfer uit Wales.

## Amateur
Brewerton had een mooie amateurscarrière, zij was srokeplay kampioene van Wales, het Verenigd Koninkrijk en Europa. In 2003 werd zij tweemaal door de Europese Tour (LET) uitgenodigd om een toernooi te spelen, zowel op het Tenerife Ladies Open als bij het Wales WPGA Championship eindigde zij op de tweede plaats. Later dat jaar werd zij professional. 

### Gewonnen
- 1978: Nationaal Kampioenschap Jeugd
- 1979: Nationaal Kampioenschap Jeugd
- 1999: Nationaal Kampioenschap, Brits Kampioenschap
- 2001: Nationaal Kampioenschap
- 2002: Brits Kampioenschap, Europees Kampioenschap

## Professional
In 2003 werd Brewerton professional. Op de Tourschool eindigde zij op de 13de plaats en sindsdien speelt zij op de LET.
In 2004 werd zij net niet de Rookie of the Year, maar zij behaalde vier top-10 plaatsen en eindigde op de 8ste plaats van de Order of Merit.

In 2005 behaalde zij weer vier top-10 plaatsen, en eindigde op de 19de plaats op de rangorde. In 2006 had zij vijf top-10 plaatsen en steeg zij naar de 15de plaats. 

In 2007 werd Brewerton als eerste Welsh speelster gekozen voor het team van de Solheim Cup. Haar partner was Laura Davies, zij verloren de foursomes maar wonnen de 4-ball.
In 2009 won zij het Spaans Open, mede waardoor zij zich kwalificeerde voor de Evian Masters, waar ze drie rondes aan de leiding stond maar als 13de eindigde. Zij werd weer gekozen voor de Solheim Cup, die op Rick Harvest Farms in Chicago werd gespeeld. Zij won beide foursomes met haar partner Gwladys Nocera en verloor haar singles tegen Angela Stanford. Het Amerikaanse team won met 16-12. Op de Money List eindigde zij op de derde plaats.
's Winters oefent Brewerton in Desert Springs, waar zij een eigen huis heeft.

### Gewonnen
- 2007: Ladies English Open
- 2009: Open de España Femenino met 270 (-18)
- 2011: Tenerife Ladies Open (onofficieel toernooi)

### Teams
- Solheim Cup: 2007, 2009
- Women's World Cup: 2005 met Becky Morgan in Zuid-Afrika

## Trivia
- Zij werd in 2009 in Wales gekozen tot Sportvrouw van het Jaar en stond op de cover van 'Lady Golfer'.